# Chabanière
Chabanière ist eine Gemeinde im französischen Département Rhône in der Region Auvergne-Rhône-Alpes. Sie gehört dort zum Kanton Mornant im Arrondissement Lyon. Am 1. Januar 2014 wurden 4086 Einwohner in der nachmaligen Gemeindegemarkung gezählt. Chabanière entstand als Commune nouvelle mit Wirkung vom 1. Januar 2017 per Dekret vom 4. Oktober 2016 durch die Zusammenlegung von Saint-Didier-sous-Riverie, Saint-Maurice-sur-Dargoire und Saint-Sorlin. Diese sind seither Communes déléguées. Der Hauptort (Chef-lieu) ist Saint-Maurice-sur-Dargoire. Nachbargemeinden sind
- Saint-André-la-Côte im Nordwesten,
- Chaussan im Norden,
- Mornant im Nordosten,
- Beauvallon im Osten,
- Tartaras im Südosten,
- Châteauneuf im Süden,
- Saint-Joseph, Saint-Martin-la-Plaine und Saint-Romain-en-Jarez im Südwesten,
- Sainte-Catherine im Westen.

## Gliederung
| Ortsteil                                       | ehemaliger INSEE-Code | Fläche (km²) | Einwohnerzahl (2016) |
| ---------------------------------------------- | --------------------- | ------------ | -------------------- |
| Saint-Didier-sous-Riverie                      | 69195                 | 13,90        | 1253                 |
| Saint-Maurice-sur-Dargoire (Verwaltungssitz)00 | 69228                 | 16,27        | 2345                 |
| Saint-Sorlin                                   | 69237                 | 04,70        | 0576                 |